# Sarcoscypha austriaca
Sarcoscypha austriaca (O. Beck ex Sacc.) Boud.

## Descrizione della specie

### Corpo fruttifero
Fino a circa 4 cm di diametro, non molto alto; apoteci a forma di coppa, spesso gregario, a volte forniti di gambo esile e di forma irregolare, colore scarlatto oppure aranciato, più sbiadito nella parte esterna, colore vivo all'interno.

### Carne
Elastica e cartilaginea; senza odore e sapore particolare.

### Spore
Allungate, ellissoidali, ruvide.

Trasparenti, bianche in massa, 30 x 10 µm.

## Habitat
Cresce nei boschi e nei parchi su terreni ricchi di humus, muschio, legno e fogliame marcescente oppure marciume radicale.

Predilige legno di salice o di acero.

Non comune. Fruttifica nel tardo inverno e all'inizio della primavera.

## Commestibilità
Non accertata (sospetto), comunque senza alcun valore alimentare.

Crudo è sicuramente tossico.

## Etimologia
- Austriaca, per via della regione europea dove viene avvistata con maggior frequenza.

## Specie simili
- Sarcoscypha coccinea.
- Raramente con Sarcosphaera coronaria (mortale).
- A volte con alcune specie del genere Peziza.

## Sinonimi e binomi obsoleti
- Peziza austriaca Beck.
- Sarcoscypha coccinea (Scop. : Fr.) Lamb. ss. Auct